# Campionati europei di pugilato dilettanti 1973
I Campionati europei di pugilato dilettanti maschili 1973 si sono tenuti a Belgrado, Jugoslavia, dal 1º giugno al 9 giugno 1973. È stata la 20ª edizione della competizione biennale organizzata dall'EABA. 148 pugili da 22 Paesi hanno partecipato alla competizione.

## Risultati
| Categoria                   | Oro                                | Argento                           | Bronzo                                                      |
| --------------------------- | ---------------------------------- | --------------------------------- | ----------------------------------------------------------- |
| Pesi minimosca (kg 48)      | Vladislav Sasypko Unione Sovietica | Beyhan Fuchedyev Bulgaria         | John Bambrick Scozia Enrique Rodríguez Spagna               |
| Pesi mosca (kg 51)          | Constantin Gruiescu Romania        | Vicente Rodríguez Spagna          | Gerd Schubert Germania Ovest Nikolay Lodin Unione Sovietica |
| Pesi gallo (kg 54)          | Aldo Cosentino Francia             | Mircea Tone Romania               | Krzysztof Madej Polonia Dimitar Milev Bulgaria              |
| Pesi piuma (kg 57)          | Stefan Förster Germania Est        | Zoran Jovanović Jugoslavia        | Gabriel Pometcu Romania Heikki Vilander Finlandia           |
| Pesi leggeri (kg 60)        | Simion Cuţov Romania               | Ryszard Tomczyk Polonia           | Wolfgang Schoth Germania Ovest Günter Radowski Germania Est |
| Pesi superleggeri (kg 63.5) | Marijan Beneš Jugoslavia           | Anatoliy Kamnyev Unione Sovietica | Ulrich Beyer Germania Est László Juhász Ungheria            |
| Pesi welter (kg 67)         | Sándor Csjef Ungheria              | Manfred Weidner Germania Est      | Živorad Jelesijević Jugoslavia Vladimir Kolev Bulgaria      |
| Pesi superwelter (kg 71)    | Anatoliy Klimanov Unione Sovietica | Wiesław Rudkowski Polonia         | Peter Tiepold Germania Est Sandu Tirila Romania             |
| Pesi medi (kg 75)           | Vjačeslav Lemešev Unione Sovietica | Alec Năstac Romania               | Witold Stachurski Polonia Pierre Gomez Francia              |
| Pesi mediomassimi (kg 81)   | Mate Parlov Jugoslavia             | Janusz Gortat Polonia             | Oleg Karatayev Unione Sovietica Sjeg Verstappen Paesi Bassi |
| Pesi massimi (kg 81 +)      | Viktor Ulyanich Unione Sovietica   | Peter Hussing Germania Ovest      | Ion Alexe Romania Atanas Suvandshijev Bulgaria              |

## Medagliere
| Posizione | Paese            | Oro | Argento | Bronzo | Totale |
| --------- | ---------------- | --- | ------- | ------ | ------ |
| 1         | Unione Sovietica | 4   | 1       | 2      | 7      |
| 2         | Romania          | 2   | 2       | 3      | 7      |
| 3         | Jugoslavia       | 2   | 1       | 1      | 4      |
| 4         | Germania Est     | 1   | 1       | 3      | 5      |
| 5         | Francia          | 1   | 0       | 1      | 2      |
| 5         | Ungheria         | 1   | 0       | 1      | 2      |
| 7         | Polonia          | 0   | 3       | 2      | 5      |
| 8         | Bulgaria         | 0   | 1       | 3      | 4      |
| 9         | Germania Ovest   | 0   | 1       | 2      | 3      |
| 10        | Spagna           | 0   | 1       | 1      | 2      |
| 11        | Finlandia        | 0   | 0       | 1      | 1      |
| 11        | Paesi Bassi      | 0   | 0       | 1      | 1      |
| 11        | Scozia           | 0   | 0       | 1      | 1      |
|           | Totale           | 11  | 11      | 22     | 44     |